# Abbad I
Abbad I, Abbad ibn-Muhammad abu-'Amr (zm. 1042) – władca muzułmańskiej Sewilli, założyciel dynastii Abbadytów panującej na terenie dzisiejszej Hiszpanii.

## Życiorys
Nieznana jest data urodzenia Abbada I, niewiele też wiadomo o początkach jego kariery. Wiadomo, że w latach dwudziestych XI wieku pełnił funkcję kadiego, zarządcy Sewilli. W 1023 roku został już władcą Sewilli. Władzę swoją umacniał poprzez skupienie wokół siebie lokalnych możnowładców, zmęczonych przedłużającą się anarchią, jaka panowała w tym okresie na terenie Kalifatu Kordobańskiego. W 1031 roku zwierzchność Abbada I uznała większość ziem muzułmańskiej Hiszpanii. W okresie swoich, trwających blisko dwadzieścia lat rządów Abbat prowadził długotrwałe wojny z królem Kastylli Ferdynandem I i królem Aragonii Ramiro I, jak również z pomniejszymi władcami muzułmańskimi. Wojny umocniły jego pozycję, kładąc podwaliny pod założoną przez niego dynastię Abbadytów, która panowała do 1091 roku.

## Literatura
- Alex Axelrod, Charles Phillips Władcy, tyrani, dyktatorzy. Leksykon, wyd. Politeja, Warszawa 2000.